# Giovanni Costa
Giovanni Costa  dit Nino Costa (Rome, 15 octobre 1826 - Rome, 31 janvier 1903) est un peintre italien, actif au XIXe et au début du XXe siècle.

## Biographie
Giovanni Costa est né à Rome en 1826. Il étudie notamment avec Luigi Durantini.
En 1848 il a participé comme volontaire aux campagnes de garibaldiennes de 1848-1849 et de 1859. Son attachement à l'unité italienne s'est renouvelé en 1870, quand il a été le premier à se lancer à l'assaut de Rome, près de la Porta Pia.
À Florence il a lutté pour l'indépendance de l'art envers les traditions artistiques en se faisant connaître comme peintre de paysages d'une remarquable originalité et d'une grande influence dans le retour à l'observation minutieuse de la nature.
Il a été une source d'inspiration majeure pour les artistes rassemblés sous le nom de Macchiaioli, et a également eu parmi ses adeptes de nombreux amis français et américains notamment Elihu Vedder, Matthew Ridley Corbet (1850-1902) et son épouse Edith Corbet ainsi que lord George Howard, comte de Carlisle. Il a été étroitement associé avec Jean-Baptiste Corot et l'école de Barbizon.
Dans les dernières années il a vécu et travaillé à Rome, où son atelier a été un centre important de rencontres et d'étude.
Une exposition de ses tableaux a eu lieu à Londres en 1904, et il est exposé dans la Tate Gallery.
Il est mort à Rome en 1903.

## Œuvres
- Le querce secche (Chênes secs) (1854), huile sur toile de 19 cm × 39 cm, Galerie nationale d'art moderne, Rome.
- Odalisque turque
- À la campagne
- Odalisque avec un éventail rouge,
- Veduta verso il Taglio (Vue vers le fleuve Taglio) (1750),
- Delizie del fiume Brenta (Délices du fleuve Brenta), (série de tableaux) (1750),
- Porto d'Anzio, (v. 1853), huile sur panneau, National Gallery, Londres.
- Ruines dans la campagne romaine, Museum of Fine Arts, Boston.
- Jeune Fille en rouge,
- Jeune Fille prête pour le bal,
- Deux jeunes Filles chantant,
- Jeune Fille tenant un panier de fleurs.